# بسری
بسری (انگلیسی: Bisri, Lebanon) یک شهرک در شهرستان جزین و در کشور لبنان است.